# Syndicat mixte du Cotentin
Pour les articles homonymes, voir SMC.
Le syndicat mixte du Cotentin est un établissement public qui associe le département de la Manche, la communauté urbaine de Cherbourg, et treize communautés de communes du Cotentin, depuis juin 2001.
Il mutualise le financement des grands équipements qui structurent son territoire et porte le pays du Cotentin.

## Historique
La création du syndicat mixte répond aux problèmes de développement économique de la péninsule du Cotentin et au besoin de fédération des ressources financières des collectivités apportées en particulier par la centrale nucléaire de Flamanville et l'usine de retraitement de la Hague. À l'époque, le projet Fastship promettait une liaison rapide entre Philadelphie et le port de Cherbourg, nécessitant le développement de grosses infrastructures d'accueil et routières. Pourtant, Bernard Cauvin, président de la Communauté urbaine de Cherbourg, juge qu'il ne s'agit pas d'un moteur de développement du Nord-Cotentin, mais une « banque publique », qui ne peut  « mettre en forme, porter et structurer les projets », lui ambitionnant que l'argent de la communauté de la Hague finance directement l'agglomération cherbourgeoise.

## Compétences
1/ Les opérations de développementL'aide au financement des grandes opérations structurantes du Cotentin
5 grandes actions :
- le désenclavement du port de Cherbourg par l'aide au financement de la voie de contournement Est ;
- la modernisation des équipements du Port de Cherbourg et l'aide aux autres ports ;
- l'équipement et le fonctionnement du Pôle d'enseignement universitaire et de recherche de Cherbourg regroupant les sites de Cherbourg-Octeville – IUT, École d'ingénieurs, DEUG SPI et LEA. – et l'Intechmer ;
- L'équipement et le fonctionnement de l'aéroport de Cherbourg-Maupertus ;
- L'équipement de l'abattoir public de Cherbourg.

2/ Les espaces d'activités économiquesLa réalisation des opérations d'aménagement des espaces d'activités économiques à caractère structurant du Cotentin– structures d'accueil de développement et de création d'emplois
- Les études d'implantation des espaces d'activités structurants ;
- Les opérations de construction et de réalisation des parcs d'activités économiques.

3/ Le Pays du Cotentin
- Portage et contractualisation du Pays du Cotentin

Depuis au moins 2014, le syndicat mixte porte la réalisation du SCoT du pays du Cotentin.

## Composition
En raison de la réforme territoriale, le nombre d'intercommunalités a diminué par fusion.
Le syndicat mixte est composé de deux EPCI en 2025 :
- Communauté d'agglomération du Cotentin
- Communauté de communes de la Baie du Cotentin

Le comité syndical est composé de 24 délégués dont 8 siègent au bureau (20 pour la CA du Cotentin et 4 pour la CC de la Baie du Cotentin).

### Anciennes intercommunalités
- Communauté de communes de la Baie du Cotentin
- Communauté de communes de la Côte des Isles (dissoute le 1er janvier 2017 pour former la communauté d'agglomération du Cotentin)
- Communauté de communes du cœur du Cotentin (dissoute le 1er janvier 2017 pour former la communauté d'agglomération du Cotentin)
- Communauté de communes de Saint-Pierre-Église (dissoute le 1er janvier 2017 pour former la communauté d'agglomération du Cotentin)
- Communauté urbaine de Cherbourg (dissoute le 1er janvier 2017 pour former la communauté d'agglomération du Cotentin)
- Communauté de communes de la Hague (dissoute le 1er janvier 2017 pour former la communauté d'agglomération du Cotentin)
- Communauté de communes de la Saire (dissoute le 1er janvier 2017 pour former la communauté d'agglomération du Cotentin)
- Communauté de communes des Pieux (dissoute le 1er janvier 2017 pour former la communauté d'agglomération du Cotentin)
- Communauté de communes de Douve et Divette (dissoute le 1er janvier 2017 pour former la communauté d'agglomération du Cotentin)
- communauté de communes de la région de Montebourg (dissoute le 1er janvier 2017 pour former la communauté d'agglomération du Cotentin)
- Communauté de communes du Val de Saire (dissoute le 1er janvier 2017 pour former la communauté d'agglomération du Cotentin)
- Communauté de communes de la Vallée de l'Ouve (dissoute le 1er janvier 2017 pour former la communauté d'agglomération du Cotentin)
- Communauté de communes du canton de Barneville-Carteret (dissoute le 30 décembre 2004 et fusionne avec la CC de la région de Portbail pour former la communauté de communes de la Côte des Isles)
- Communauté de communes de la région de Portbail (dissoute le 30 décembre 2004 et fusionne avec la CC du canton de Barneville-Carteret pour former la communauté de communes de la Côte des Isles)
- la communauté de communes du Bocage valognais (dissoute le 1er janvier 2014)
- la communauté de communes du canton de Bricquebec-en-Cotentin (dissoute le 1er janvier 2014)
- la communauté de communes de Carentan-en-Cotentin (dissoute le 1er janvier 2014)
- la communauté de communes de Sainte-Mère-Église (dissoute le 1er janvier 2014)

## Administration

### Présidence
Il est présidé depuis le 31 mars 2017 par Jean-Louis Valentin, président de la communauté d'agglomération du Cotentin, en vue de la dissolution du syndicat. Il succède à Michel Canoville, président de la communauté de communes de la Hague et maire d'Omonville-la-Rogue, président de juin 2008 à mars 2017, et à Michel Lerenard (PS), conseiller général de la Manche et maire-adjoint de Cherbourg-Octeville, président depuis la création du syndicat en 2001.
| Période   | Période   | Identité            | Étiquette        | Qualité                                                                          |
| --------- | --------- | ------------------- | ---------------- | -------------------------------------------------------------------------------- |
| juin 2001 | juin 2008 | Michel Lerenard     | PS               | Conseiller général de la Manche et maire-adjoint de Cherbourg-Octeville          |
| juin 2008 | mars 2017 | Michel Canoville    |                  | Président de la Communauté de communes de la Hague et maire d'Omonville-la-Rogue |
| mars 2017 | En cours  | Jean-Louis Valentin | Les Républicains | Président de la Communauté d'agglomération du Cotentin                           |

## Démographie
Il s'étend sur 1 824,6 km2, soit 30,73 % de la superficie du département de la Manche, regroupe 205 communes, pour une population municipale de 204 821 habitants au dernier recensement de 2010 (soit 112,26 hab./km2), 41,07 % de la population départementale.

## Budget
Depuis 2001, le budget du syndicat mixte s'est élevé à 17 127 494 € a été apporté à hauteur de 48,8 % par le conseil général de la Manche, 26 % par la communauté urbaine de Cherbourg, 18,1 % par la communauté de communes de la Hague, 3,7 % par celle des Pieux et 3,5 % par les autres communautés de communes.

## Le Pays du Cotentin
Le syndicat mixte portait le Pays du Cotentin.
Le conseil de développement du Pays était composé de 64 membres répartis en 4 collèges :
- Personnalités qualifiées et autres partenaires publics
- Partenaires économiques et sociaux
- Élus
- Associations

### Administration

#### Présidence
Il est présidé depuis le 1er décembre 2001 par Jean-Pierre Dupont, ancien maire de Flottemanville-Hague, et ancien vice-président aux finances du district de La Hague, élu contre Benoît Le Cacheux, président de la chambre de commerce et d'industrie de Cherbourg-Cotentin.
| Période           | Période  | Identité           | Étiquette | Qualité                                                                                                |
| ----------------- | -------- | ------------------ | --------- | --- |
| 1er décembre 2001 | En cours | Jean-Pierre Dupont |           | ancien maire de Flottemanville-Hague, et ancien vice-président aux finances de la district de La Hague |

#### Démographie
Il s'étend sur 1 824,6 km2, soit 30,73 % de la superficie du département de la Manche, regroupe 205 communes, pour une population municipale de 204 821 habitants au dernier recensement de 2010 (soit 112,26 hab./km2), 41,07 % de la population départementale.